# カオチェー

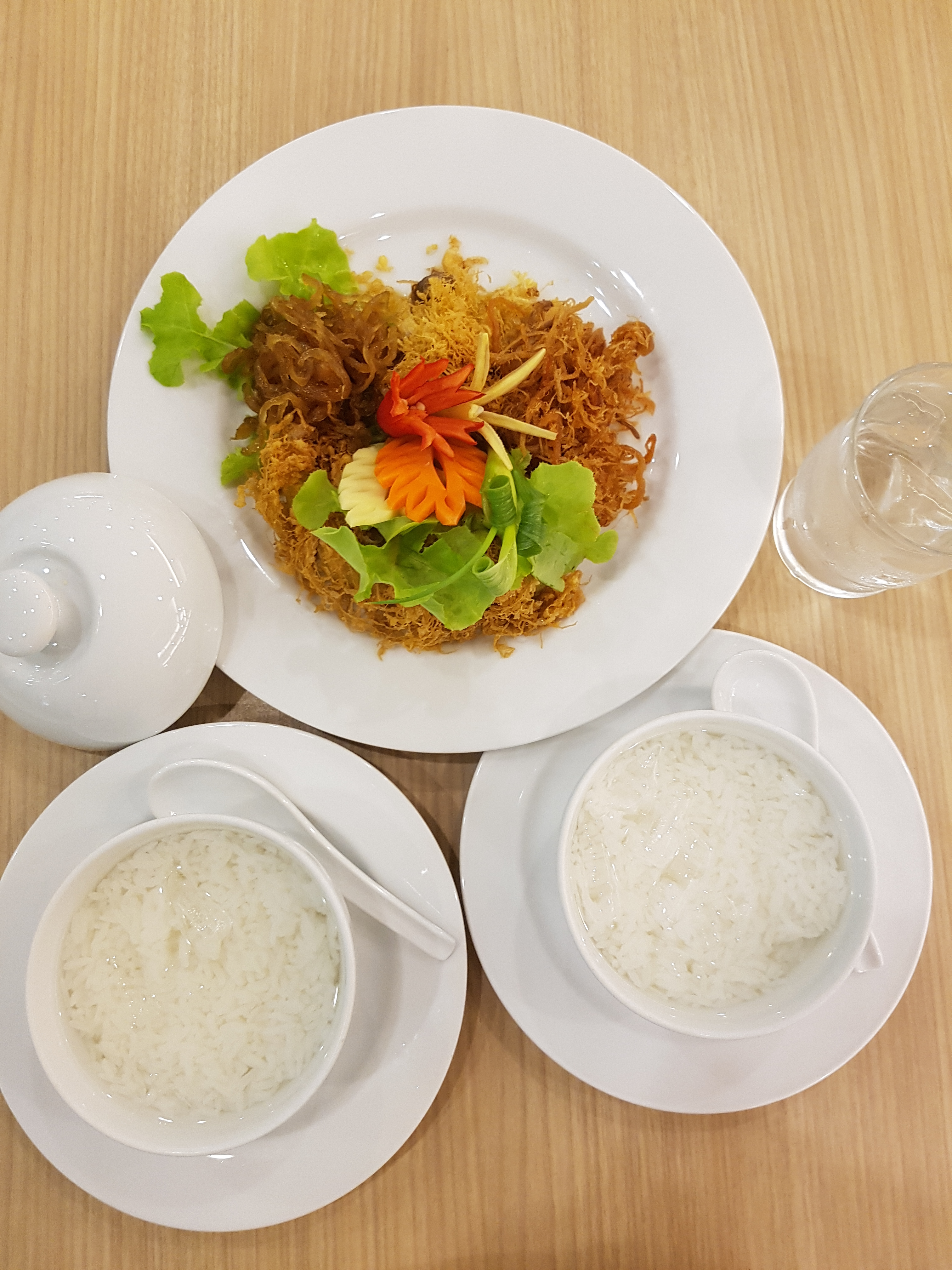
カオチェーと付け合わせの料理（バンコク）

カオチェー（タイ語: ข้าวแช่, khao chae）はタイ王国ペッチャブリー県に発祥するタイの宮廷料理の1つ。
ジャスミン米を硬めに炊き、水洗いしてぬめりを取って、ジャスミンの香りを移した冷水を掛け、甘辛い様々な付け合わせの料理と共に食する。食べる際には水が濁らないようにし、付け合わせの料理を水に浸して食べる行為はマナー違反となる。米と付け合わせの料理とを交互に食べるのが上品な食べ方とされる。
毎年4月のソンクラーン（タイ正月）の時期になると、タイのホテルや高級レストランで提供され始めるのが風物詩ともなっている。なお、ペッチャブリー県とノンタブリー県ではソンクラーンの時期以外にも、年間を通じて食されている。
2021年にペッチャブリー県はユネスコの創造都市ネットワークにて、食文化の部門で認定されたのだが、その際に「ペッチャブリーの文化的ルーツを反映する料理」の1つとしてカオチェーが挙げられている。

## 発祥
モン族が旧正月に食していた祝い料理が原型とされる。ラーマ5世の時代に、猛暑時期に涼を得ようとしてモン族の料理をアレンジして考案された料理がカオチェーである。